# Bayeriola
Bayeriola is een muggengeslacht uit de familie van de galmuggen (Cecidomyiidae).

## Soorten
- B. buhri (Mohn, 1958)
- B. erysimi (Rübsaamen, 1914)
- B. salicariae

Kattenstaartgalmug (Kieffer, 1888)
- B. thymicola

Tijmrozetgalmug (Kieffer, 1888)